# Kuko
Regne de Kuko fou el nom donat pels historiadors europeus medievals a un dels tres estats en què estava dividida la Cabília en començar el segle xvi. Estava format, a grans trets, pel que avui és la Gran Cabília, amb centre al massís del Djurdjura, i capital a la ciutat de Kuko (amb una sortida al mar, a Zeffun).
En començar el segle xvi, el seu cap (xeic, però esmentat com si fos rei) era Ahmad ibn al-Kadi. Arudj va concertar aliança amb aquest cap, que li va facilitar contingents de muntanyesos habituats a la guerra, que van reforçar les seves minses tropes turques. Quan el poder va passar al seu germà Khayr al-Din Barba-rossa, Ibn al-Kadi s'hi va barallar, el va atacar, i l'obligà a evacuar Alger (1520-1525). Llavors, Khayr al-Din va buscar l'aliança del Regne de Labes i van recuperar-ne el control.
Durant el govern otomà, el Regne de Kuko es va entendre sovint amb les autoritats d'Alger, mentre que en altres moments s'hi va revoltar; cada revolta va acabar amb una expedició cap a les muntanyes i un pacte. El 1560, es va produir una aliança matrimonial del paixà Hasan amb la filla del rei de Kuko, que segurament no fou un cas aïllat, i el 1563 va participar en l'atac otomà a Orà. El 1574, el regne va donar suport a l'expedició otomana al Marroc. Des del 1598, el rei de Kuko va estar per deu anys en aliança amb el rei Felip III d'Espanya, fins al punt que aquest va planejar la conquesta d'Alger amb l'ajut dels cabilencs aliats.
Al segle xvii, el regne com a tal va desaparèixer i es va transformar en una confederació tribal anomenada Zwawa. A la part occidental del territori, es va formar la confederació dels Gehtula o Igushdal, sota el xeic Gaseem (Kasim).